# 653-as busz
A 653-as jelzésű távolsági autóbusz Budapest, Népliget autóbusz-pályaudvar és Kunszentmiklós, Kálvin tér között közlekedik. Célja, hogy a kelebiai vasútvonal felújítása alatt megfelelő alternatívaként szolgáljon a főváros és a Kunszentmiklós közötti szakaszon utazóknak. Napi 1 pár járat Budapest és Kiskunhalas között közlekedik.

## Története
2022. február 1-jétől vágányzár miatt a kelebiai vasútvonalon a vonatok csak Budapest és Délegyháza között közlekednek, tovább Kunszentmiklósig vonatpótló buszok közlekednek. A pótlóbuszok által nem érintett, Kelebiáig tartó szakaszon a MÁV helyközi viszonylatai közlekednek, mellettük új viszonylatok létesülnek már a lezárást megelőző napon 653-as és 1115-ös jelzéssel a főváros gyorsabb elérése érdekében. Az új 653-as busz átveszi a korábbi 654-es viszonylat szerepét is, ami ennek következtében megszűnik.

## Megállóhelyei
Az átszállási kapcsolatok között a Budapest és Kunszentmiklós, Kálvin tér között azonos útvonalon közlekedő 650-es busz nincs feltüntetve.
| 0 | Budapest, Népliget autóbusz-pályaudvar végállomás | 90 | 1, 1A 83 254E 607, 608, 626, 628, 629, 630, 631, 632, 633, 635, 636, 654, 655, 656, 657, 659, 660, 661, 679, 705 1080, 1081, 1085, 1087, 1090, 1092, 1094, 1110, 1111, 1113, 1115, 1120, 1121, 1125, 1131, 1134, 1136, 1173, 1174, 1175, 1176, 1177, 1183, 1184, 1185, 1188, 1190, 1193, 1194, 1201, 1202, 1205, 1206, 1212, 1216, 1229, 1230, 1240, 1244, 1251, 1253, 1254, 1257, 1268 |
| A budapesti megállókban Kunszentmiklós felé csak felszállás, a budapesti végállomás felé pedig csak leszállás céljából áll meg.                                                            |                                                   |    | |
| ∫ | Budapest, Mester utca / Könyves Kálmán körút      | 85 | 1, 2B, 51, 51A 281 |
| 6 | Budapest, Koppány utca                            | ∫  | |
| ∫ | Budapest, Közvágóhíd (Kvassay Jenő út)            | 83 | 1, 2, 24 54, 55, 179, 223E, 224, 224E, 255E |
| 11 | Budapest, Timót utca / Soroksári út               | 78 | 224 627, 630, 631, 632, 635, 636, 654, 655, 659, 661 |
| 13 | Budapest, Pesterzsébet felső                      | 76 | 66, 66B, 224, 224E 626, 627, 628, 629, 630, 631, 632, 635, 636, 654, 655, 659, 660, 661 1080, 1110 |
| 15 | Budapest, Pesterzsébet vasútállomás               | 74 | 66, 66B, 119, 151, 166 630, 631, 632, 635, 636, 654, 655, 659, 661 |
| 20 | Budapest, Soroksár, Hősök tere                    | 69 | 66, 66B, 66E, 135, 166 626, 627, 628, 629, 630, 631, 632, 635, 636, 654, 655, 659, 660, 661 1080, 1110 |
| 23 | Budapest, Orbánhegyi dűlő                         | 66 | 135 654, 655, 659 |
| Budapest–Dunaharaszti közigazgatási határa |                                                   |    | |
| 28 | Dunaharaszti, HÉV-állomás                         | 61 | 650, 654, 655, 659, 660, 661, 679 1110 1, 1Y, 2, 3, 4, 2gy |
| 29 | Dunaharaszti, Városháza                           | 59 | 654, 655 2, 4 |
| 30 | Dunaharaszti, Nádor utca                          | 57 | 654, 655, 661 2, 4 |
| 32 | Dunaharaszti, Király utca                         | 56 | 654, 655 4 |
| Dunaharaszti–Taksony közigazgatási határa |                                                   |    | |
| 34 | Taksony, Fő utca 24.                              | 54 | 654, 655 |
| 36 | Taksony, községháza                               | 53 | 654, 655, 660, 661 |
| 39 | Taksony, Forrás üdülő                             | 50 | 660, 661, 663 |
| Taksony–Dunavarsány közigazgatási határa |                                                   |    | |
| 41 | Szigethalom, Autógyári elágazás                   | 48 | 660, 661, 664, 665, 667, 668 |
| 44 | Dunavarsány, bejárati út                          | 45 | 660, 661, 664, 665, 667, 668 |
| Dunavarsány–Majosháza közigazgatási határa |                                                   |    | |
| 48 | Majosházai elágazás                               | 41 | 651, 654, 659, 660, 661, 668 |
| Majosháza–Kiskunlacháza közigazgatási határa |                                                   |    | |
| Kiskunlacháza–Áporka közigazgatási határa |                                                   |    | |
| 51 | Áporkai elágazás                                  | 39 | 651, 652, 654, 659, 660, 661, 665, 667, 668 1110 |
| 53 | Áporka, bejárati út                               | 36 | 651, 654, 659, 660, 661, 665, 668 1110 |
| Áporka–Kiskunlacháza közigazgatási határa |                                                   |    | |
| 56 | Kiskunlacháza, autóbusz-forduló                   | 33 | 651, 654, 659, 661, 665, 668 1110 |
| 57 | Kiskunlacháza, Védgát utca                        | 32 | 651, 654, 659, 660, 661, 665, 668 |
| 58 | Kiskunlacháza, vasútállomás elágazás              | 31 | 645, 647, 648, 651, 654, 659, 660, 661, 665, 668, 669, 670 1110, 1111, 1113, 1115 |
| 59 | Kiskunlacháza, malom                              | 30 | 645, 647, 648, 654, 659, 669, 670 |
| 60 | Kiskunlacháza, Katona József utca                 | 29 | 645, 647, 654, 659, 669, 670 1115 |
| 61 | Kiskunlacháza, gépállomás                         | 28 | 645, 647, 654, 659, 669, 670 |
| 62 | Kiskunlacháza, vasútállomás bejárati út           | 27 | 645, 647, 654, 659, 669, 670 |
| 65 | Bankháza, iskola                                  | 24 | 647, 654, 659, 669 |
| 67 | Kiskunlacháza, Faragó tanya                       | 22 | 647, 654, 659, 669 |
| Kiskunlacháza–Apaj közigazgatási határa |                                                   |    | |
| 68 | Apaj, Belsőszúnyog                                | 21 | 647, 654, 659 |
| 72 | Apaji útőrház                                     | 17 | 647, 654, 659, 669 |
| 74 | Apaj, kunszentmiklósi elágazás                    | 15 | 647, 654, 659 1115 |
| Apaj–Kunszentmiklós közigazgatási határa |                                                   |    | |
| 87 | Kunszentmiklós, Petőfi lakótelep                  | 2  | 646, 647, 654, 659 1115 |
| 90 | Kunszentmiklós, Kálvin tér vonalközi végállomás   | 0  | 646, 647, 654, 659 1115 |
| A Kiskunhalasig közlekedő járat Kunszentmiklós, Kálvin tér és Kiskunhalas, autóbusz-állomás között az 1115-ös busszal megegyező útvonalon közlekedik, és azzal azonos megállókban áll meg. |                                                   |    | |